# Viktor Martinowitsch
Viktor Martinowitsch (geboren 9. September 1977 in Aschmjany, Weißrussische Sozialistische Sowjetrepublik) ist ein belarussischer Schriftsteller.

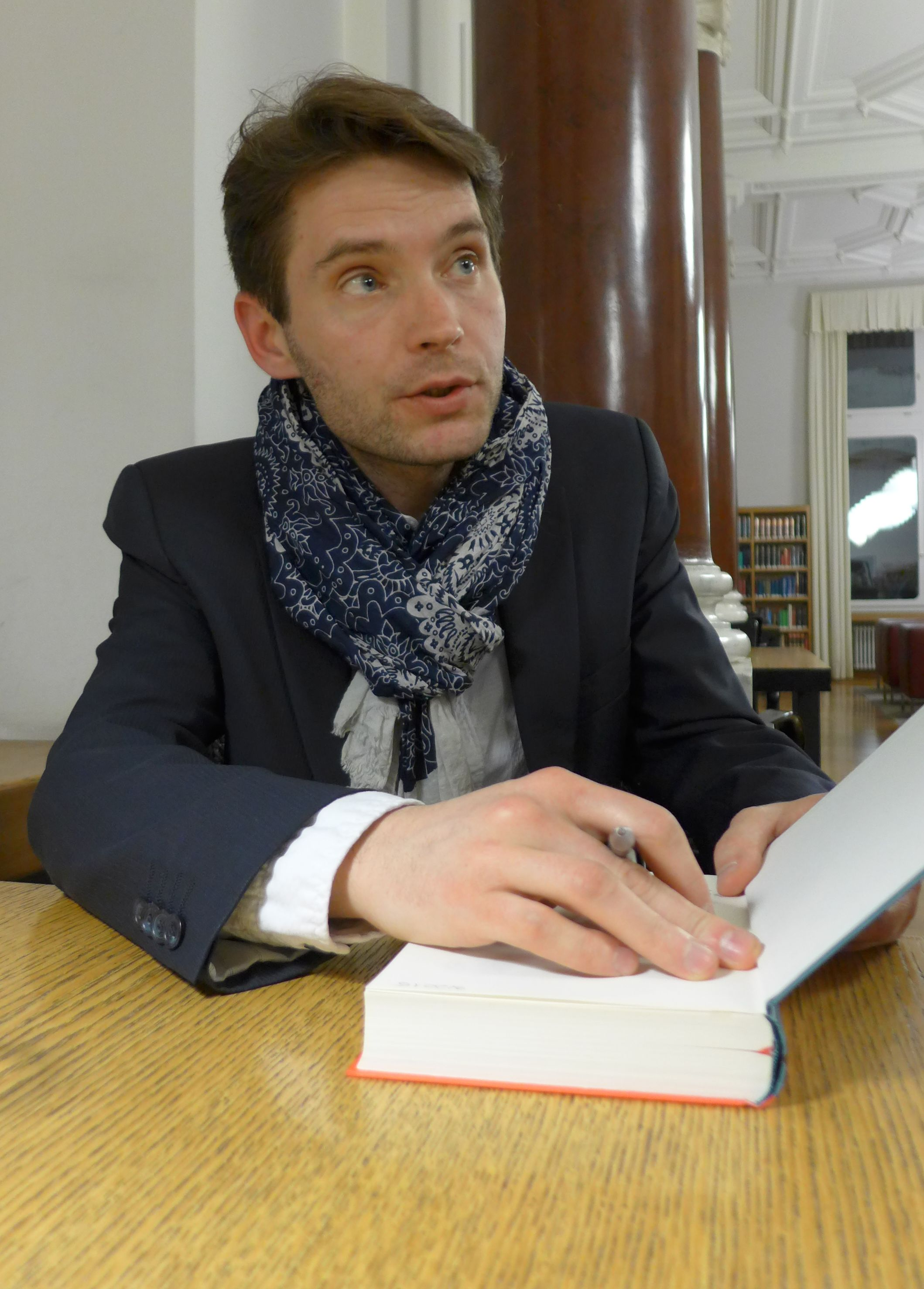
Viktor Martinowitsch (2015)

## Leben
Viktor Martinowitsch studierte Kunstgeschichte in Minsk und wurde mit einer Dissertation über die Witebsker Avantgarde promoviert.
Ab 2005 unterrichtete er Geschichte und Politikwissenschaft an der Europäischen Humanistischen Universität, in Vilnius in Litauen. Sein Roman Paranoia wurde kurz nach Erscheinen im Dezember 2009 in Belarus verboten. Der Roman erschien im Moskauer Verlag ACT sowie 2013 in englischer und 2014 in deutscher Übersetzung im Verlag Voland & Quist.
2012 erhielt Martinowitsch einen nach Maksim Bahdanowitsch benannten Literaturpreis. 2013 stand sein Roman Sphagnum auf der Longlist für den Nationalen Bestseller Preis in Russland.
Von Ende 2016 bis Mai 2017 weilte Martinowitsch als Writer in Residence des Literaturhauses Zürich und der Stiftung PWG in Zürich.
Eine Theateradaption seines Romans Revolution wurde am 13. Mai 2022 am Deutschen Schauspielhaus in Hamburg unter der Regie von Dušan David Pařízek  uraufgeführt.
Martinowitsch schreibt regelmäßig für Die Zeit in Freitext - Feld für literarisches Denken.

## Werke (Auswahl)
- Революция (Revolution). Vremja, Moskau 2021, ISBN 978-5-9691-2078-5 (russisch)
  - Revolution. Aus dem Russischen von Thomas Weiler. Verlag Voland & Quist, Dresden 2021, ISBN 978-3-86391-280-2
- Ноч (Nacht). Knihazbor, Minsk 2018, ISBN 978-985-7207-28-2 (belarussisch)
  - Nacht. Übersetzung Franziska Zwerg. Europa Verlag, München 2023, ISBN 978-3-95890-546-7
- Родина. Марк Шагал в Витебске (Heimat. Marc Chagall in Vitebsk), NLO, Moskau 2017, ISBN 978-5-4448-0563-3 (russisch)
- Озеро радости (Lacus Gaudii). Vremja, Moskau 2016, ISBN 978-5-9691-1519-4 (russisch)
  - Возера радасці (Lacus Gaudii). Knihazbor, Minsk 2016, ISBN 978-985-7144-51-8 (ins Belarussische übersetzt von Vital Ryzhkoŭ)
- Мова 墨瓦 (Mova). Knihazbor, Minsk 2014, ISBN 978-985-7089-80-2 (belarussisch)
  - Mova 墨瓦. Roman. Übersetzung Thomas Weiler. Verlag Voland & Quist, Dresden 2016, ISBN 978-3-86391-143-0
- Cфагнум (Sphagnum). Knihazbor, Minsk 2013, ISBN 978-985-7057-63-4 (ins Belarussische übersetzt von Vital Ryshkoŭ)
- Паранойя (Paranoia). AST, Moskau 2009, ISBN 978-5-17-062385-3 (russisch)
  - Paranoia. Roman. Übersetzung Thomas Weiler. Verlag Voland & Quist, Dresden 2014, ISBN 978-3-86391-085-3. (Übersetzung ausgezeichnet mit dem Förderpreis zum Straelener Übersetzerpreis 2017)
- Сцюдзёны вырай (Eisiger Süden). Piarshak, Minsk 2011 (belarussisch, E-Book)
- mit Alexander Feduta und Oleg Boguzkij: Politische Parteien in Belarus als notwendiger Bestandteil der Zivilgesellschaft: Seminardokumentation. Friedrich-Ebert-Stiftung, Minsk 2003. PDF